# بالدرلو
بالدِرلو، روستایی است از توابع بخش مرکزی شهرستان ارومیه و در شهرستان ارومیه استان آذربایجان غربی ایران ودرشرق ارومیه وسه کیلومتری غرب دریاچه ارومیه و ۱۵ کیلومتری ارومیه. دارای بازارچه میوه‌های فصلی است. 

## جمعیت
این روستا در دهستان بکشلوچای قرار داشته و بر اساس سرشماری سال ۱۳۸۵ جمعیت آن ۴۰۴ نفر (۱۱۱ خانوار)
بوده‌است.